# Cerastis semiconfluens
Cerastis semiconfluens är en fjärilsart som beskrevs av Barend J. Lempke 1962. Cerastis semiconfluens ingår i släktet Cerastis och familjen nattflyn. Inga underarter finns listade i Catalogue of Life.